# ماهر مشعل
ماهر مشعل  معروف أيضًا باسم أبو الزبير الجزراوي، ولد بالقصيم في السعودية عام 1989، هو منشد سعودي سافر إلى سوريا والتحق بتنظيم الدولة الإسلامية، وأنشد أغلب الأناشيد الجهادية الخاصة بالتنظيم التي أصدرتها مؤسسة أجناد للإنتاج الإعلامي.

## تاريخه
أصبح مشعل شخصية معروفة في المنطقة التي كان يسكن فيها بعدما ظهر على شاشة التلفاز في مسابقة للإنشاد قبل أن يتوجه للقتال مع تنظيم الدولة سنة 2013، ظهر مشعل في قناة البداية الفضائية، اشتهر فيما بعد بإدراج أناشيده ضمن مقاطع تنظيم الدولة، كان مشعل يعمل كمنشد وإمام بمسجد في مدينة الرياض في السعودية قبل انضمامه لصفوف التنظيم في أبريل 2013.

## موته
قتل في غارة جوية لطائرة أمريكية في يوليو 2015 قرب مدينة الحسكة في سوريا، وفي 9 يونيو 2016، أعلن عن موته تنظيم الدولة الإسلامية في مقطع بعنوان «وَلاَ تَحْسَبَنَّ الَّذِينَ قُتِلُواْ فِي سَبِيلِ اللّهِ أَمْوَاتًا بَلْ أَحْيَاء عِندَ رَبِّهِمْ يُرْزَقُونَ» الآية 169 من سورة آل عمران.